# Айкворт-хаус

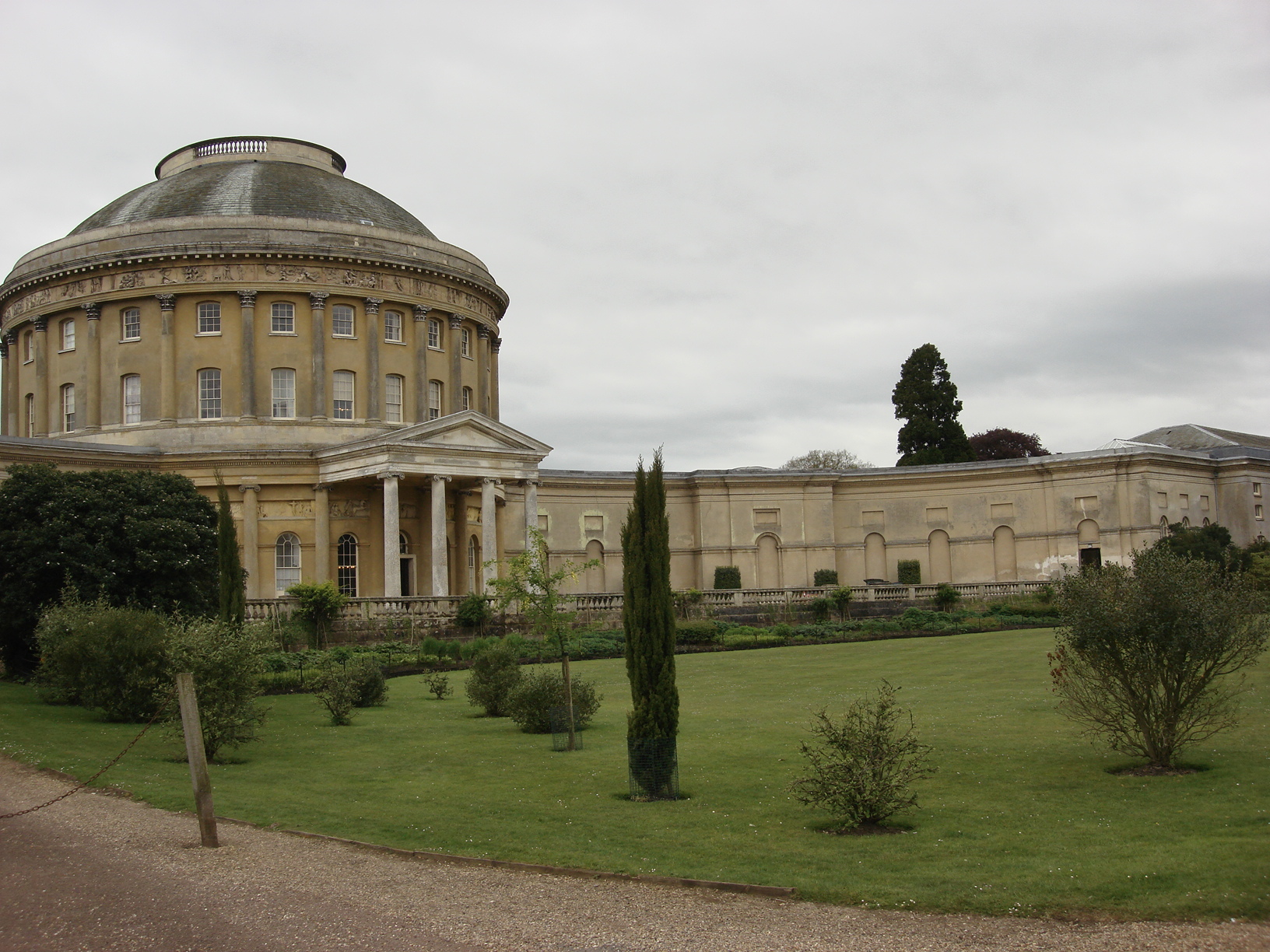
Айкворт хаус, парковий фасад, фото 2009 року.

Айкворт-хаус (англ. Ickworth House) — заміський будинок у стилі пізнього класицизму, що нагадує своїми формами непрактичні споруди французьких архітекторів Булле чи Леду.

## Історія створення
Заміський будинок було зведено у графстві Суффолк, Велика Британія. Замовником споруди був Фредерік Харві, 4-й граф Бристоль, що мав сан єпископа. Під час подорожі до Італії багатий єпископ відвідав віллу Боргезе. Тоді він і замовив проект власної заміської садиби архітекторові Маріо Аспруччі. Дивацький план Маріо Аспруччі був скорегований і вибудований у графстві Суффолк. Відсутність доброго смаку у єпископа не зупинила британських архітекторів, що пристосовували чудернацький проект до реальності, ними були Френсіс та Йосип Сендіс. Споруду вибудували у період 1795–1829 рр. у формах пізнього класицизму, коли британська архітектура втратила експериментальний і творчий характер.
Замовник граф-єпископ помер 1803 року і недобудований заміський будинок був вимушений добудовувати його спадкоємець. Але з будівництвом не упорався і він, бо західне крило комплексу залишалось недобудованим до 2006 року.

## Патронаж Національного траста
1956 року садиба, центральна ротонда і парк були передані тодішнім володарем у Національний траст на умовах 99-річної оренди. Маркіз Бристоль залишив собі лише обжите східне крило. Велетенська центральна ротонда мала вітальні і представницькі (а не житлові) функції. Але 1998 року власник передав у Національний траст і всі приміщення східного крила. Спроба чергового власника забрати у траста східне крило закінчилася його поразкою, позаяк траст відмовив власнику і почав використовувати з туристичною метою увесь комплекс. Траст також за власні кошти добудував західне крило і почав заходи ревіталізації старовинної садиби, тут проводять платні урочистості і конференції. 2006 року представницькі приміщення садиби вперше взяли у оренду для проведення чергового весілля.

## Галерея фотографій споруди

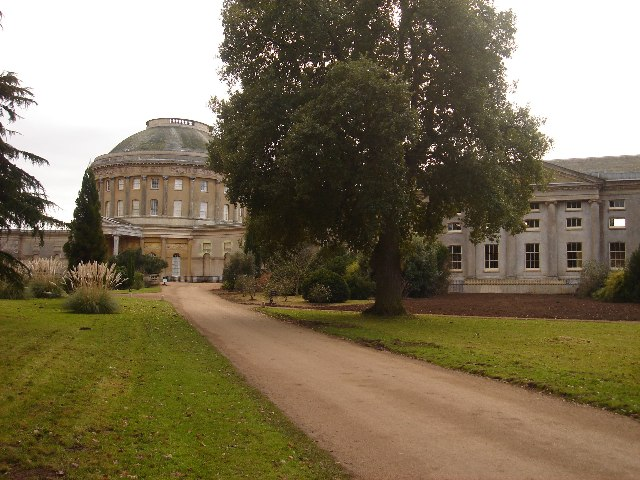
Фото 2005 року.

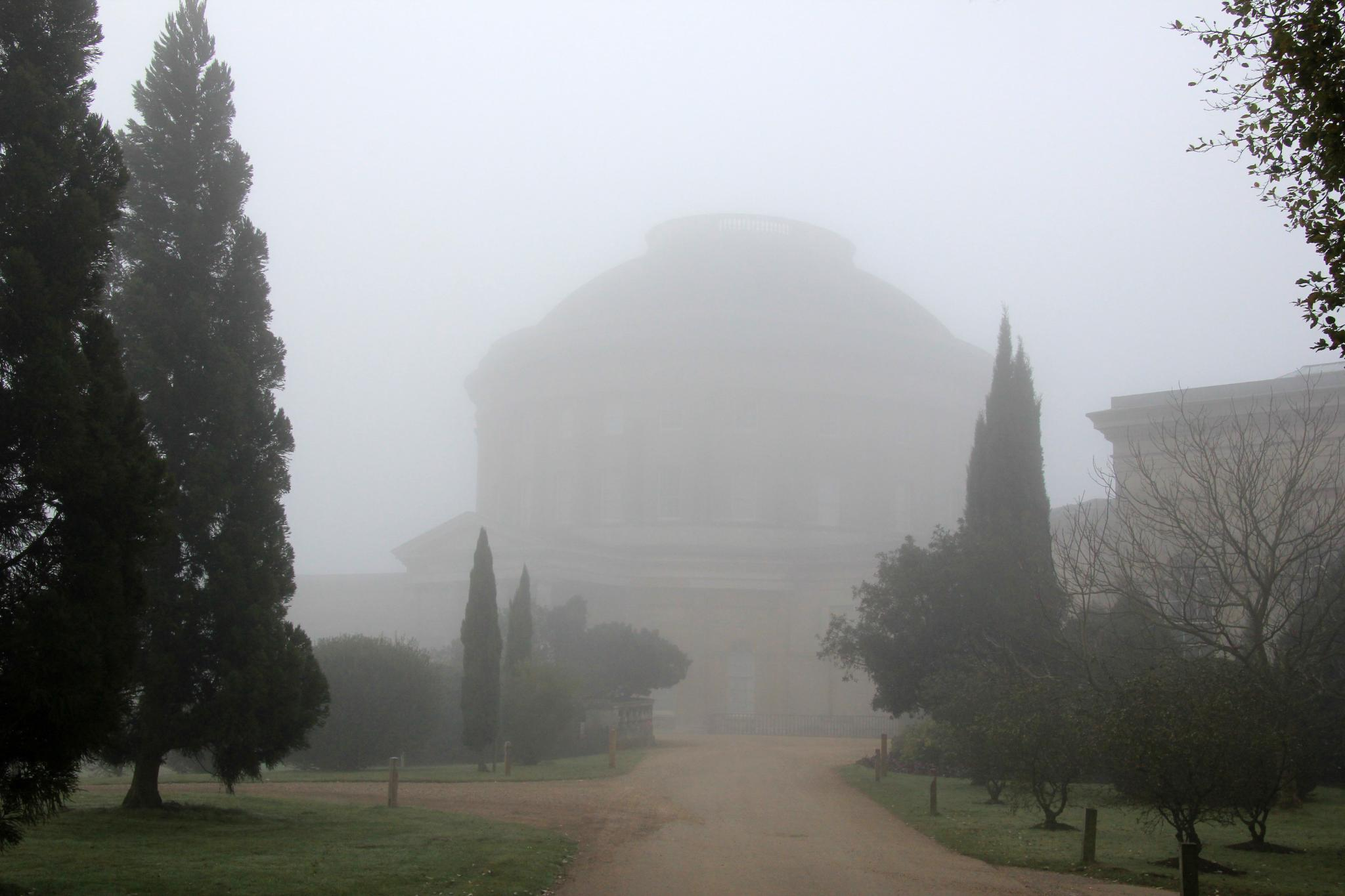
Садиба у тумані, фото 2012 року.
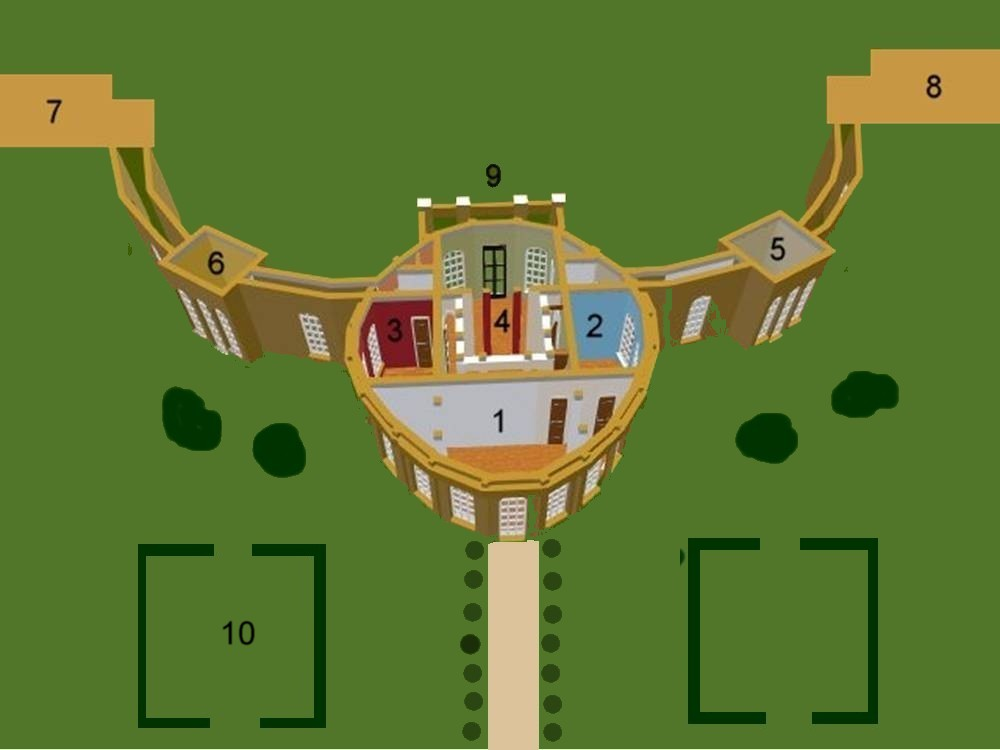
Аксономентричний план комплекса
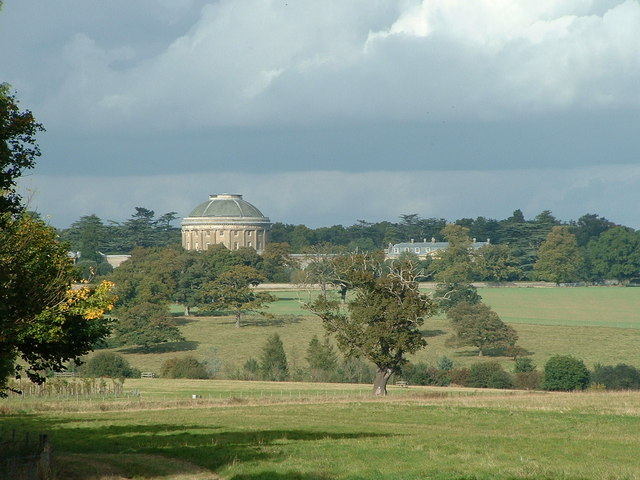
Панорама садиби
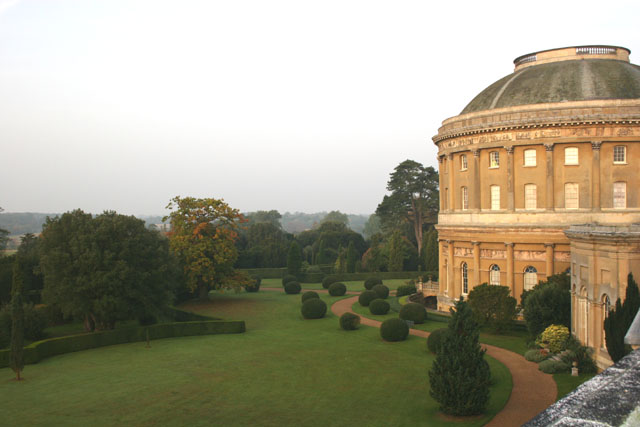
Центральна ротонда і відновлений парк, фото 2008 рік.

## Опис споруди

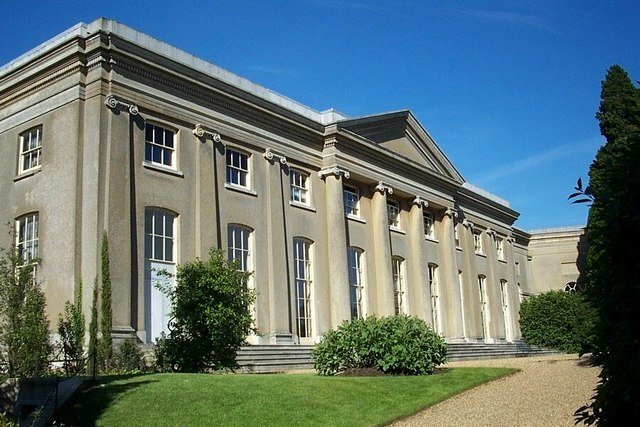
Житловий східний корпус.

Споруда цегляна, потинькована, дахи криті свинцевими стулками та сланцем. Центральна ротонда заввишки більше 30 метрів. Вона велетенська і важка за силуетом. Нижній поверх менший за висотою, другий має два яруси вікон. Ротонда не була житловим приміщенням, а мала преставницькі функції парадних приміщень.
Ротонда домінує над усім комплексом і над тонкими та низькими галереями, що виконують роль коридору. Вона і раніше викликала неприємне здивування, що породило глузування і нешляхетні порівняння з купою чогось незрозумілого або чудернацького об'єкта, скинутого на землю з іншої планети. Як дивацька приватна споруда вона виправдано підлягала критиці. Ситуація змінилася після патронажу Національним трастом, котрий з міркувань широкої реклами не зацікавлений у зниженні авторитета садиби. Тоді і почали віщати і про унікальність чудернацької садиби, що ніби зійшла з дивовижно-непрактичних проектів Булле чи Леду. Скандал або дивацтва сприяють вдалим продажам.
Галереї зараз поєднують два житлові будинки у формах нудного класицизму, фасади котрих бідно декоровані пілястрами і портиками, вбудованими у мури фасаду. На малу привабливість фасадів спрацював і сірий колір тиньку без розфарбування у два кольори. Відновлений західний павільйон відтепер використовують як галерею скульптур, оранжерею, службові приміщення траста.

## Скарби мистецтва в садибі
За два століття існування у садибі накопичена невелика кількість творів мистецтва, де головують портретна галерея родини Бристоль, оригінали і копії з картин декількох майстрів, імена котрих стали престижними у 20 ст., серед них Вільям Хогарт, Ангеліка Кауфман, Помпео Батоні, Джошуа Рейнольдс тощо.

## Галерея фотографій творів мистецтва

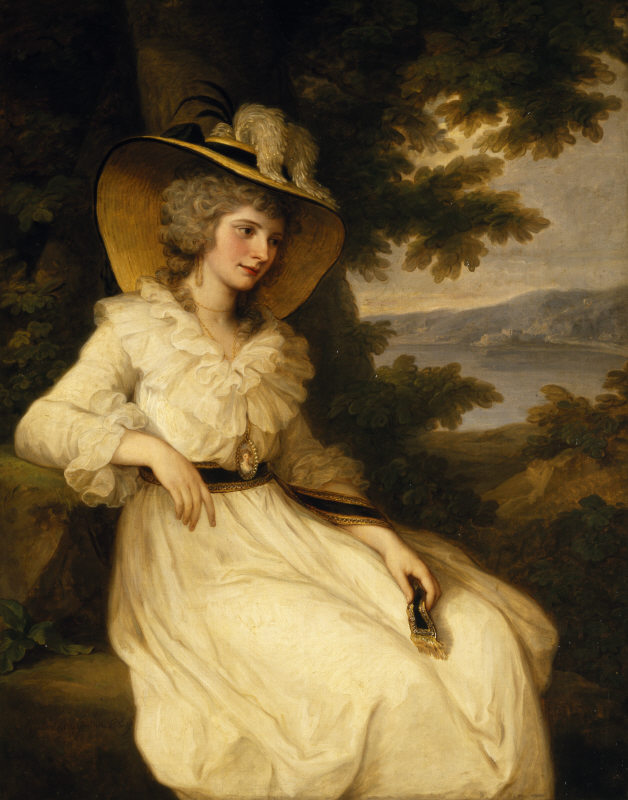
Ангеліка Кауфман. «Леді Елізабет Фостер», 1785 р.

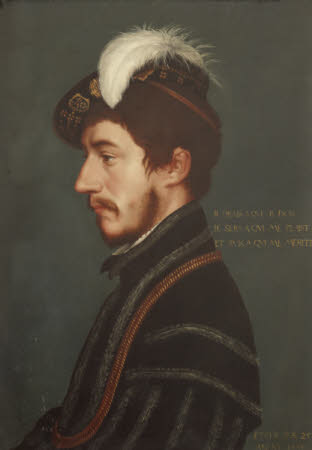
Послідовник Ганса Гольбейна молодшого. «Ніколас Пойнтц», копія 17 століття
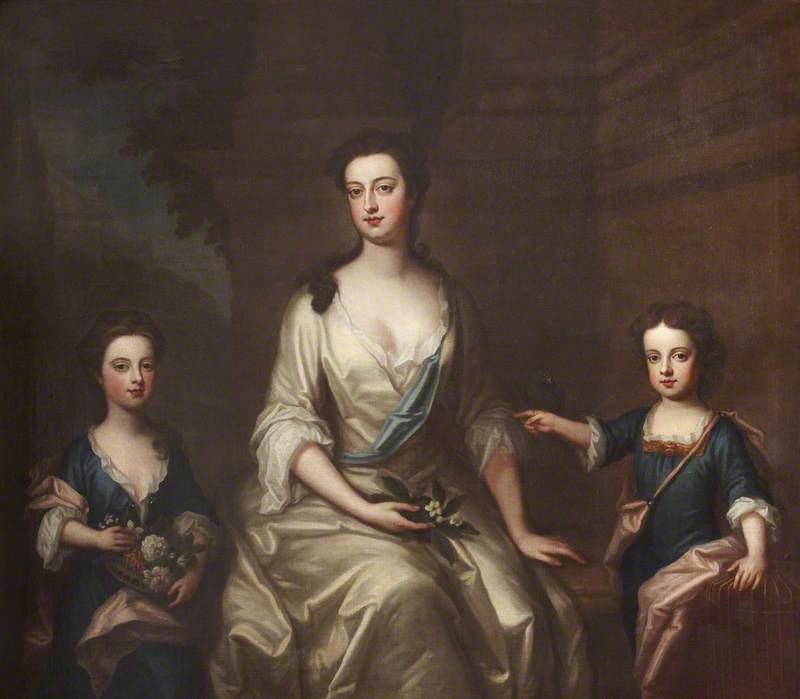
Чарльз д'Агар. «Елізабет Фелтон, віконтеса Бристоль, з дітьми»
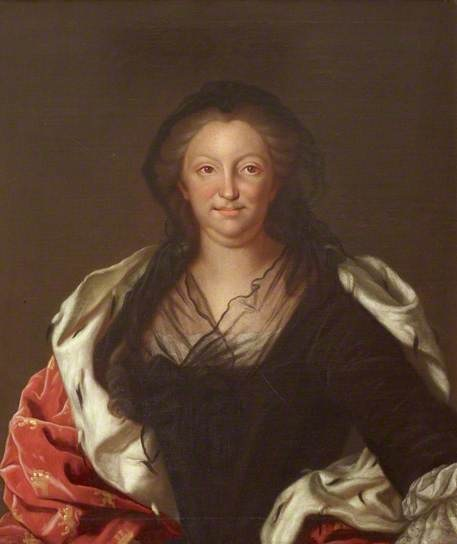
Еліза Фарнезе. Копія з портрета Мішеля ван Лоо.
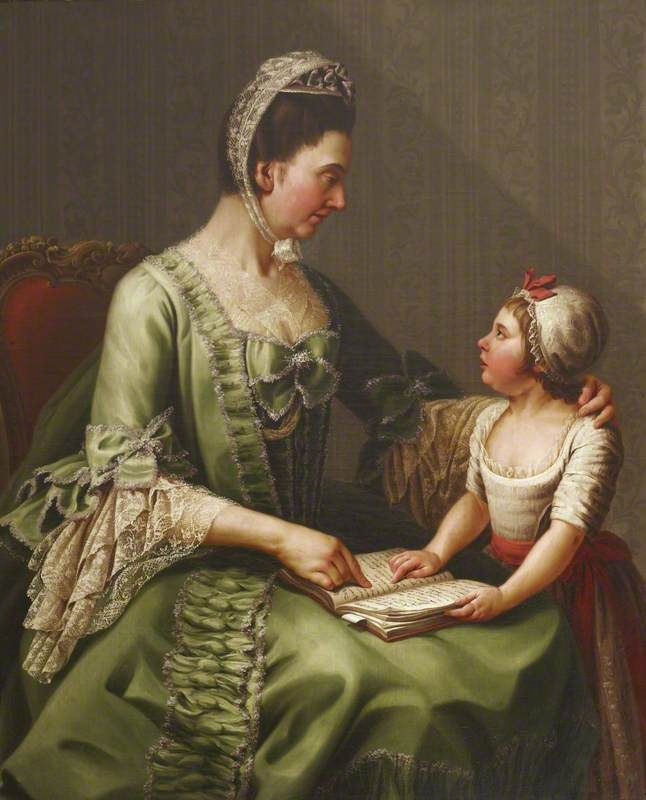
Антоніо де Біттіо. «Елізабет Дейверс з донькою Луїзою Теодозією Харві», бл. 1773 року.